# Mike Tully
Mike Tully (Estados Unidos, 21 de octubre de 1956) es un atleta estadounidense retirado, especializado en la prueba de salto con pértiga en la que llegó a ser subcampeón olímpico en 1984.

## Carrera deportiva
En los JJ. OO. de Los Ángeles 1984 ganó la medalla de plata en el salto con pértiga, con un salto de 5.65 metros, quedando en el podio tras el francés Pierre Quinon (oro con 5.75 m), y por delante de su compatriota Earl Bell y otro francés Thierry Vigneron.